# سمیونکینو
سمیونکینو (به لاتین: Semyonkino) یک منطقهٔ مسکونی در روسیه است که در باشقیرستان واقع شده‌است.